# Tanzániában történt légi közlekedési balesetek listája
A Tanzániában történt légi közlekedési balesetek listája mind a halálos áldozattal járó, mind pedig a kisebb balesetek, meghibásodások miatt történt, gyakran csak az adott légiforgalmi járművet érintő baleseteket is tartalmazza évenkénti bontásban.

## Tanzániában történt légi közlekedési balesetek

### 2017
- 2017. november 15., Ngorongoro Nemzeti Park. Egy Cessna Caravan repülőgép lezuhant. A balesetben 6 tanzániai, 2 amerikai, 2 német és 1 dél-afrikai (a gép pilótája) állampolgárságú személy, összesen 11 fő vesztette életét.[1]